# Flughafen Münster/Osnabrück
Luchthaven Münster/Osnabrück  , officieel Münster Osnabrück International Airport, (IATA: FMO, ICAO: EDDG) is naar grootte de zestiende luchthaven in Duitsland. Het vliegveld ligt ongeveer 28 km ten noorden van de stad Münster, Noordrijn-Westfalen, en 35 km ten zuiden van Osnabrück, Nedersaksen. De luchthaven zelf ligt in de gemeente Greven, zowat op de grens tussen de beide deelstaten.
De luchthaven is dagelijks geopend, er worden 52 bestemmingen door 17 luchtvaartmaatschappijen aangeboden, voornamelijk in Europa en in mindere mate bestemmingen in Afrika.  De populairste bestemming is Antalya.
Vanuit bijvoorbeeld het oosten van de Achterhoek en Twente is deze luchthaven sneller te bereiken dan Schiphol. Er is geen treinstation bij of nabij de luchthaven.
Treinreizigers, die naar de luchthaven willen doorreizen, zijn vanaf Münster Hauptbahnhof of Osnabrück Hauptbahnhof aangewezen op gemiddeld 1 x per uur rijdende bussen. De busverbinding met Münster is iets frequenter en sneller dan die met Osnabrück.

## Geschiedenis
Flughafen Münster/Osnabrück werd opgericht op 20 mei 1957. De rechten en plichten om een luchtvaartonderneming te starten kreeg men pas begin 1968. Op 27 mei 1972 werd Flughafen Münster/Osnabrück officieel geopend voor burgerluchtvaart, een dag later vertrok de eerste chartervlucht naar Palma de Mallorca.
Begin 2002 werd een hangar geopend voor de luchtvaartmaatschappij Air Berlin, onder toezicht van de algemeen directeur. In het jaar 2012 verwerkte het vliegveld ca. 1.034.000 passagiers.

## Banen
- 07-25. Lengte: 2170 meter. Breedte: 45 meter. Verharding: asfalt (PCN 68).